# Mika Hannula
Mika Stefan Hannula (* 2. dubna 1979, Huddinge) je bývalý švédský lední hokejista, křídelní útočník. Se švédskou reprezentací vyhrál zlatou medaili na olympijských hrách v Turíně roku 2006 a na mistrovství světa 2006. Krom toho má stříbro světového šampionátu 2003. Patří do skupiny osmi švédských hokejistů, kterým se jako prvním v historii podařilo vyhrát olympijský turnaj i světový šampionát v jednom roce. Jeho rozjetou reprezentační kariéru zbrzdil trest za krosček na Kanaďana Erika Lindrose v semifinále MS 2006. Díky čtyřzápasovému distancu se na žádný další šampionát nedostal, reprezentoval už pak jen na Euro Hockey Tour. Švédskou nejvyšší soutěž hrál za Hammarby IF, Malmö Redhawks, HV71, Djurgårdens IF a Modo Hockey, pět sezón strávil v nejvyšší ruské soutěži, kde vystřídal kluby Lokomotiv Jaroslavl, SKA Petrohrad, CSKA Moskva, Salavat Julajev Ufa a Metallurg Magnitogorsk, zahrál si i finskou první ligu za Kiekko-Espoo a IFK Helsinky, jeden rok strávil v německé DEL jako hráč Kölner Haie a jednu sezónu zkusil i v zámoří, ale do NHL se nedostal, hrál AHL za Houston Aeros. Jeho otec byl Fin.